# Kazimierz Meÿer

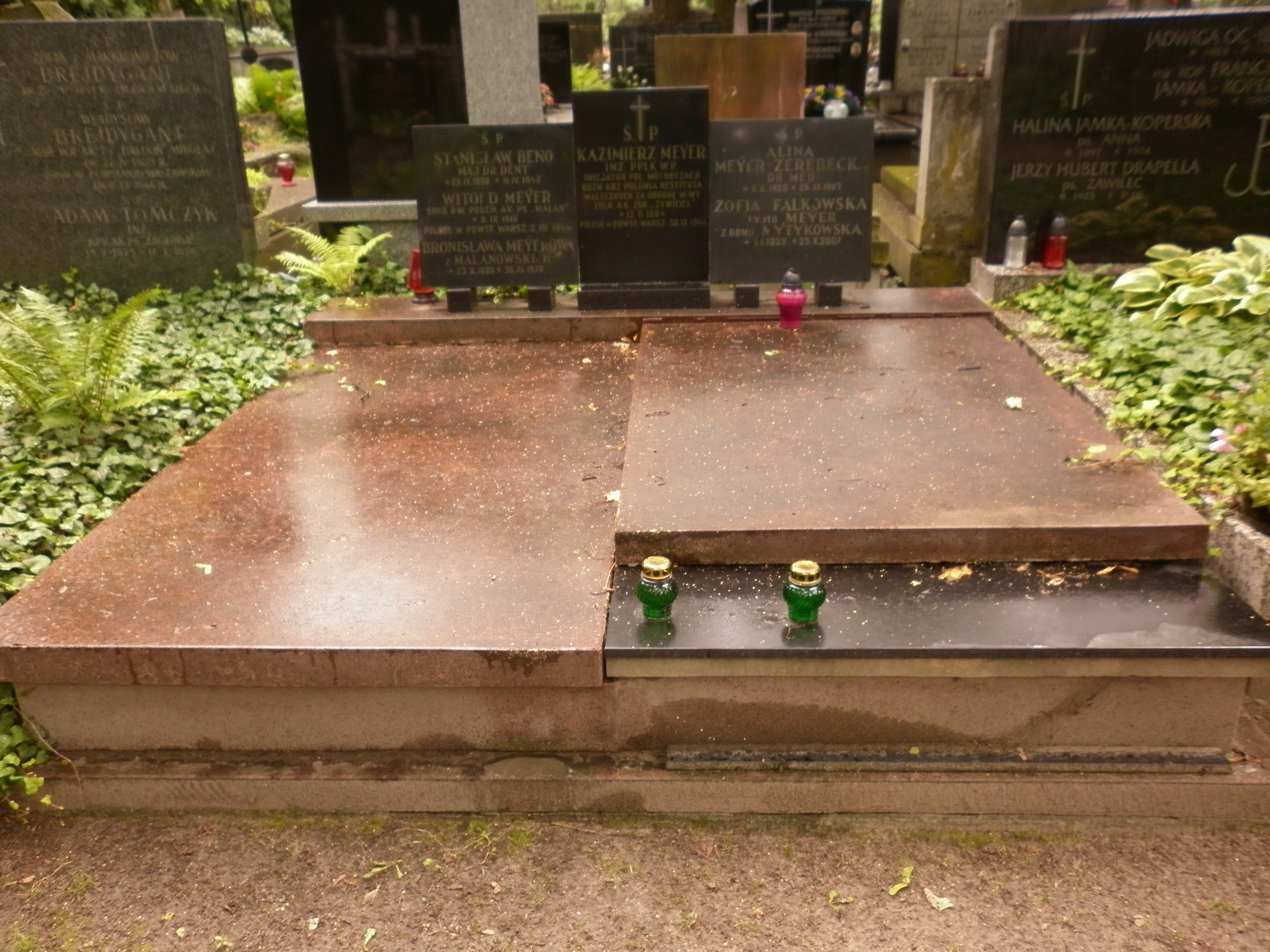
Grób Kazimierza Meÿera na Cmentarzu Wojskowym na Powązkach

Kazimierz Józef Meÿer, także jako Kazimierz Meijer (ur. 17 lutego 1884 w Stoku, zm. 30 września 1944 w Warszawie) – polski inżynier, podpułkownik broni pancernych Wojska Polskiego, założyciel Centralnych Warsztatów Samochodowych, jeden z pionierów polskiej motoryzacji, oficer Armii Krajowej, powstaniec warszawski.

## Życiorys
Urodził się 17 lutego 1884 w Stoku niedaleko Kalisza. W 1907 na Politechnice Lwowskiej uzyskał dyplom inżyniera mechanika. W okresie studiów działał w polskich organizacjach niepodległościowych. Był też czynnym członkiem i prowadzącym wycieczki Akademickiego Klubu Turystycznego we Lwowie.
Po zakończeniu I wojny światowej i odzyskaniu przez Polskę niepodległości w 1918 został przyjęty do Wojska Polskiego. Został awansowany do stopnia majora ze starszeństwem z dniem 1 czerwca 1919 w korpusie oficerów zawodowych samochodowych. W latach 20. jako oficer nadetatowy 6 dywizjonu samochodowego (garnizon Lwów) pełnił funkcję kierownika Centralnych Warsztatów Samochodowych (Warszawa-Praga). Został awansowany do stopnia podpułkownika wojsk samochodowych ze starszeństwem z dniem 1 stycznia 1928. W 1934 jako podpułkownik przeniesiony w stan spoczynku był przydzielony do Oficerskiej Kadry Okręgowej nr I jako oficer w dyspozycji dowódcy OK I i pozostawał wówczas w ewidencji Powiatowej Komendy Uzupełnień Warszawa Miasto III.
Sprawował stanowisko dyrektora naczelnego Państwowych Zakładów Inżynierii do 1934 (jego następcą został inż. Adam Kręglewski). W 1937 był dyrektorem Zakładu Oczyszczania Miasta w Warszawie.
Po wybuchu II wojny światowej brał udział w obronie Warszawy podczas kampanii wrześniowej. Uratował wówczas obraz Bitwa pod Grunwaldem Jana Matejki 6 września 1939 zwinięty w rulon i wywieziony w tajemnicy z Warszawy samochodem należącym do Zakładu Oczyszczania Miasta, którego dyrektorem był Kazimierz Meÿer. Był oficerem Armii Krajowej. Brał udział w powstaniu warszawskim w szeregach Obwodu Żoliborz „Żywiciel” Okręgu Warszawa AK. Przeszedł ze Starego Miasta na Żoliborz i trafił do domu dr Julii Świtalskiej. Usiłując dotrzeć do tej wilii przez ul. Mierosławskiego zginął trafiony kulą 30 września 1944 podczas ostatniego dnia walk w tej dzielnicy. Został pochowany na Cmentarzu Wojskowym na Powązkach (kwatera A22-1-17/18).
Był żonaty z Bronisławą z domu Malanowską (1886–1978). Ich syn Witold (ur. 1916) ps. „Malan” jako żołnierz Zgrupowania Żubr poległ w drugim dniu powstania warszawskiego 2 sierpnia 1944.

## Ordery i odznaczenia
- Krzyż Niepodległości (10 grudnia 1931)[15]
- Krzyż Kawalerski Orderu Odrodzenia Polski (10 listopada 1927)[16]
- Krzyż Walecznych (za obronę Warszawy 1939)
- Złoty Krzyż Zasługi (dwukrotnie: 18 marca 1932[17], 11 listopada 1937[11])
- Srebrny Krzyż Zasługi (10 listopada 1925)[18]
- Złota Odznaka Honorowa Ligi Obrony Powietrznej i Przeciwgazowej I stopnia[19]
- Krzyż Kawalerski Orderu Świętych Maurycego i Łazarza (Włochy, zezwolenie w 1933)[20]

## Upamiętnienie
11 maja 2005 na fasadzie budynku siedziby Miejskiego Przedsiębiorstwa Oczyszczania przy ulicy Obozowej 43 w Warszawie została odsłonięta tablica upamiętniająca Kazimierza Meÿera.